# Kinosternon chimalhuaca
Kinosternon chimalhuaca är en sköldpaddsart som beskrevs av Seidel och Iverson 1997. Kinosternon chimalhuaca ingår i släktet Kinosternon, och familjen slamsköldpaddor. IUCN kategoriserar arten globalt som livskraftig. Inga underarter finns listade.

## Beskrivning
Arten blir drygt 10 cm lång. Den största hona man har hittat var 12,7 cm och den största hittade hanen 15,7 cm. Honor blir könsmogna vid en ålder av mellan 7 och 10 år och hanar vid en ålder av mellan 5 och 7 år.

## Fortplantning
Honor lägger ägg en eller möjligen två gånger per år med upp till fem ägg per kull.

## Utbredning
Arten har endast med säkerhet hittats i ett område i Jalisco i Mexiko, men det finns några till obekräftade fyndplatser, också de i västra Mexiko.

## Habitat
Arten finns i dammar med klart eller grumligt vatten och verkar undvika strömmande vatten.

## Föda
Kinosternon chimalhuaca är en opportunist som verkar äta vad den kommer över så som olika smådjur men också multnande växtdelar och oorganiskt material.